# Павлосюв (гмина)
Павлосюв (пол. Pawłosiów) — сельская гмина (волость) в Польше, входит как административная единица в Ярославский повет, Подкарпатское воеводство. Население — 8102 человека (на 2004 год).

## Демография
| Перепись                       | Всего   | Всего | Женщины | Женщины | Мужчины | Мужчины |
| ------------------------------ | ------- | ----- | ------- | ------- | ------- | ------- |
| Единицы                        | человек | %     | человек | %       | человек | %       |
| Население                      | 8102    | 100   | 4158    | 51,3    | 3944    | 48,7    |
| Плотность населения (чел./км²) | 170,6   | 170,6 | 87,6    | 87,6    | 83      | 83      |

## Сельские округа
1. Цешацин-Малы
2. Цешацин-Вельки
3. Кидаловице
4. Малениска
5. Ожаньск
6. Павлосюв
7. Щытна
8. Тывоня
9. Вежбна

## Соседние гмины
1. Гмина Хлопице
2. Гмина Ярослав
3. Ярослав
4. Гмина Пшеворск
5. Гмина Розвеница
6. Гмина Зажече